# Nabeshima Naoshige
Nabeshima Naoshige est un nom japonais traditionnel ; le nom de famille (ou le nom d'école), Nabeshima, précède donc le prénom (ou le nom d'artiste).
Nabeshima Naoshige (鍋島 直茂, 12 avril 1537-24 juillet 1619) est un daimyo de la province de Hizen de 1538 à 1618. 

## Jeunesse
Nabeshima Naoshige, fils de Nabeshima Kiyosada, est appelé « Nobumasa » pendant la moitié de sa carrière. Il est obligé du clan Ryūzōji durant la période Sengoku au XVIe siècle.  
Nabeshima Naoshige se révèle au combat quand il dirige les forces de Ryūzōji Takanobu. En 1570, Naoshige assiste Ryūzōji à la bataille du château de Saga quand il est entouré par une armée du clan Ōtomo forte de 60 000 hommes. Cependant, Naoshige ne dispose que de 5 000 hommes, alors il suggère un raid de nuit sur le camp des ennemis, opération qui met ses adversaires en déroute. En 1575, il attaque le château de Suko dans l'ouest de Hizen et contraint son commandant, Hirai Tsuneharu, à se suicider.

## Daimyo
Nabeshima est l'obligé principal du daimyo de Hizen en 1584 lorsque meurt Ryūzōji Takanobu. Le contrôle du domaine passe à Naoshige lorsque Ryūzōji Masaie est tué au combat en 1607.
Seigneur de guerre de la période Sengoku, Nabeshima se distingue à la bataille en tuant des centaines d'hommes. Il est ensuite envoyé dans les campagnes coréennes de Toyotomi Hideyoshi où il se lie d'amitié avec Katō Kiyomasa et, à son retour à Hizen, avec Tokugawa Ieyasu.
Nabeshima aide également Ryūzōji Takanobu durant la bataille d'Okitanawate mais ne peut empêcher la déroute qui se termine finalement avec la mort de Ryūzōji Takanobu. Nabeshima Naoshige saisit la chance d'avoir un héritier faible à la tête des Ryūzōji pour les quitter et soutenir Toyotomi Hideyoshi lors de la campagne de Kyūshū en 1587. Après cela, il reçoit en récompense l'essentiel des terres des Ryūzōji qui comprennent aussi le château de Saga. Nabshima Naoshige envoie plus de 12 000 hommes lors de la première campagne de Corée menée par Toyotomi Hideyoshi.
À Sekigahara, Katsushige, fils de Nabeshima, est convaincu de prendre parti contre Tokugawa Ieyasu. Nabeshima lui rappelle judicieusement d'attaquer les ennemis des Tokugawa à Kyūshū, évitant ainsi la catastrophe au clan. Les historiens décrivent Nabeshima comme « un survivant et un homme d'une intelligence rapide » qui sauve son domaine à plusieurs reprises. Ses actions et ses paroles sont immortalisées dans le troisième chapitre du Hagakure de l'écrivain Tsunetomo Yamamoto, proche assistant de Mitsushige, petit-fils de Nabeshima Naoshige.
À la suite de la bataille de Sekigahara en 1600, Nabeshima Naoshige envoie son fils, Nabeshima Katsushige, aider Tokugawa Ieyasu. Après la victoire du clan Tokugawa, leur fief de 357 000 koku est épargné par Ieyasu. Après la mort de Naoshige, sa famille devient très connue.

## Postérité
Nabeshima Naoshige est connu pour avoir fait venir et installé des potiers de Corée dans la province de Hizen.

## Source de la traduction
- (en) Cet article est partiellement ou en totalité issu de l’article de Wikipédia en anglais intitulé « Nabeshima Naoshige » (voir la liste des auteurs).